# Pauridiantha
Pauridiantha is een geslacht uit de sterbladigenfamilie (Rubiaceae). De soorten komen voor in tropisch Afrika en op Madagaskar.

## Soorten
- Pauridiantha afzelii (Hiern) Bremek.
- Pauridiantha arcuata (S.E.Dawson) Smedmark & B.Bremer
- Pauridiantha barbata Ntore & Dessein
- Pauridiantha bequaertii (De Wild.) Bremek.
- Pauridiantha bridelioides Verdc.
- Pauridiantha callicarpoides (Hiern) Bremek.
- Pauridiantha canthiiflora Hook.f.
- Pauridiantha cauliflora (R.D.Good) Smedmark & B.Bremer
- Pauridiantha chlorantha (K.Schum.) Ntore & O.Lachenaud
- Pauridiantha coalescens Ntore & Dessein
- Pauridiantha crystallina (N.Hallé) Smedmark & B.Bremer
- Pauridiantha dewevrei (De Wild. & T.Durand) Bremek.
- Pauridiantha divaricata (K.Schum.) Bremek.
- Pauridiantha efferata N.Hallé
- Pauridiantha floribunda (K.Schum. & K.Krause) Bremek.
- Pauridiantha gracilipes O.Lachenaud & Ntore
- Pauridiantha halleana Ntore & O.Lachenaud
- Pauridiantha hirsuta Ntore
- Pauridiantha hirtella (Benth.) Bremek.
- Pauridiantha insularis (Hiern) Bremek.
- Pauridiantha kahuziensis Ntore
- Pauridiantha letestuana (N.Hallé) Ntore & Dessein
- Pauridiantha liberiensis Ntore
- Pauridiantha liebrechtsiana (De Wild. & T.Durand) Ntore & Dessein
- Pauridiantha longistipula Ntore & Dessein
- Pauridiantha makakana (N.Hallé) Smedmark & B.Bremer
- Pauridiantha mayumbensis (R.D.Good) Bremek.
- Pauridiantha micrantha Bremek.
- Pauridiantha muhakiensis Ntore
- Pauridiantha multiflora K.Schum.
- Pauridiantha paucinervis (Hiern) Bremek.
- Pauridiantha pierlotii N.Hallé
- Pauridiantha pleiantha Ntore & Dessein
- Pauridiantha principensis Ntore & O.Lachenaud
- Pauridiantha pyramidata (K.Krause) Bremek.
- Pauridiantha rubens (Benth.) Bremek.
- Pauridiantha schnellii N.Hallé
- Pauridiantha schumannii (Bremek.) Smedmark & B.Bremer
- Pauridiantha setiflora (R.D.Good) Smedmark & B.Bremer
- Pauridiantha siderophila N.Hallé
- Pauridiantha smetsiana Ntore & Dessein
- Pauridiantha stipulosa (Hutch. & Dalziel) Hepper
- Pauridiantha sylvicola (Hutch. & Dalziel) Bremek.
- Pauridiantha symplocoides (S.Moore) Bremek.
- Pauridiantha talbotii (Wernham) Ntore & Dessein
- Pauridiantha triflora Ntore & Dessein
- Pauridiantha udzungwaensis Ntore & Dessein
- Pauridiantha uniflora Ntore & Dessein
- Pauridiantha verticillata (De Wild. & T.Durand) N.Hallé
- Pauridiantha viridiflora (Schweinf. ex Hiern) Hepper
- Pauridiantha ziamaeana (Jacq.-Fél.) Hepper

... · 
Afrocanthium · 
Asperula (Bedstro) · 
Atractocarpus · 
Belonophora · 
Bouvardia · 
Breonadia · 
Byrsophyllum · 
Callipeltis · 
Cephalanthus (Kogelbloem) · 
Chassalia · 
Cinchona · 
Coffea (Koffie) · 
Coprosma · 
Cruciata · 
Deppea · 
Galium (Walstro) · 
Gardenia · 
Genipa · 
Morinda · 
Nertera · 
Pentas · 
Plocama · 
Portlandia · 
Psydrax · 
Richardia · 
Rothmannia · 
Rubia · 
Rutidea · 
Rytigynia · 
Sabicea · 
Sarcocephalus · 
Sericanthe · 
Sherardia · 
Spermacoce · 
Tarenna · 
Tricalysia · 
Uncaria · 
Vangueria · 
Virectaria ·  
Wendlandia · 
...